# Ростовское художественное училище имени М. Б. Грекова
Ростовское художественное училище имени М. Б. Грекова — художественное училище в Ростове-на-Дону.

## Названия училища
- с 1895 по 1914 — Ростово-Нахичеванские рисовальные классы
- с 1914 по 19?? — Класс рисования и лепки
- с 19?? по 1929 — Школа прикладных искусств
- с 1930 по 1932 — Краевой художественно-промышленный техникум
- с 1932 по 193? — Ростовский художественно-педагогический техникум
- с 193? по 195? — Ростовское художественное училище
- с 195? по 2011 — Ростовское художественное училище имени М. Б. Грекова
- с 2011 по 2015 — Ростовский художественный техникум имени М. Б. Грекова
- с 2015 по н. в. — Ростовское художественное училище имени М. Б. Грекова

## История училища

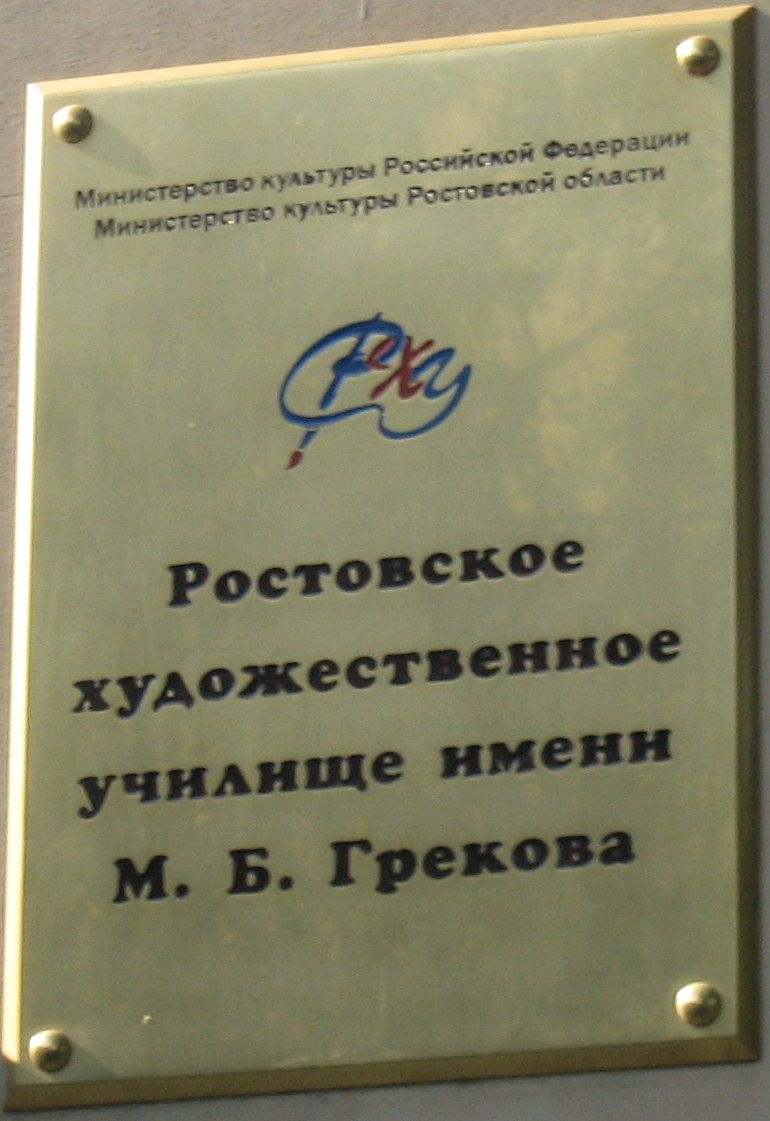
Табличка на входе в училище

Мемориальная табличка с цитатой М. Б. Грекова

Созданные в 1895 году благодаря энтузиазму выпускника Московского Строгановского училища А. С. Чинёнова Ростово-Нахичеванские рисовальные классы, пережив многочисленные преобразования, выросли в художественную школу, давшую стране множество замечательных художников.
Училище названо в честь советского художника-баталиста Митрофана Борисовича Грекова.
В конце 1980-х годов студентами и выпускниками РХУ было создано товарищество «Искусство или смерть», выставки которого изумляли жителей Таганрога, Ростова-на-Дону, а затем и Москвы.
В 1994 году училище разместилось в бывшем особняке Великановой (дом № 15 по улице Серафимовича).
В 2011 году РХУ реорганизовано в Ростовский художественный техникум им. М. Б. Грекова.
Впервые за всё время существования училища дипломный проект преобразования телевизионной среды (программа «Провинциальный салон», телерадиокомпания «Дон ТР») был защищён в июне 2012 года.
В разные годы в училище преподавали Герман Михайлов, Тимофей Теряев, Александр Токарев, Игорь Тулупов, Юрий Фесенко, Петр Черенов, Евгений Чарский, Алексей Курипко.
С 9 июля 2015 года Государственное бюджетное образовательное учреждение среднего профессионального образования Ростовской области «Ростовский художественный техникум имени М. Б. Грекова» переименовано в Государственное бюджетное профессиональное образовательное учреждение Ростовской области «Ростовское художественное училище имени М. Б. Грекова».

## Открытие иконописного отделения
В июне 2015 года стало известно о переговорах руководства Донской духовной семинарии и Ростовского художественного техникума о возможности создания Иконописного отделения семинарии на совместной базе этих двух учебных заведений. В октябре 2015 года в Донской духовной семинарии состоялось совещание по вопросу создания иконописного отделения. На совещании был выработан алгоритм взаимодействия, согласован размер квоты бюджетных мест, выяснены детали реализации данной инициативы. Было решено выстроить учебную модель по аналогии с апробированной практикой сотрудничества Ростовского колледжа искусств и регентско-певческого отделения Донской духовной семинарии. 4 октября 2015 года между РХУ и Донской семинарией было подписано соглашение о сотрудничестве.
Инициатива открытия отделения принадлежала ректору Донской духовной семинарии протоиерею Тимофею Фетисову. В первый набор в 2016 году попали 10 человек, двое из них на коммерческой основе. В семинарии была создана отдельная материальная база для студентов-иконописцев — иконописные классы и общежитие. Руководителем иконописного отделения был назначен иерей Александр Литвиненко. По завершении обучения выпускники получат два диплома по квалификациям «художник-живописец, преподаватель» и «художник-иконописец».

## Специальности
Образовательная деятельность ведется по следующим специализациям:
- театрально-декорационное искусство (художественно-костюмерное оформление спектакля);
- живопись (станковая живопись, театрально-декорационная живопись);
- скульптура (скульптурно-педагогическая специализация);
- дизайн (дизайн среды, дизайн графической продукции).

## Руководители РХУ
- с 2020 — О. Ю. Савеленко
- с 2015 по 2020 — М. Ю. Бобрешова
- с 2000 по 2015 — Г. С. Скопцова
- с 1997 по 2000 — А. Г. Лазарев
- с 1989 по 1997 — А. П. Токарев
- с 1982 по 1989 — В. В. Трунов
- с 1974 по 1982 — Ф. Э. Доманский
- с 1962 по 1974 — В. А. Резниченко
- с 1959 по 1961 — А. С. Кулагин
- с 1954 по 1959 — П. Ф. Остащенко
- с 1949 по 1954 — И. П. Яковлев
- с 1938 по 1949 — А. П. Аугул
- с 1932 по 1938 — А. М. Черных
- с 1932 по 1932 — Г. А. Тимошин
- с 1931 по 1931 — ?. ?. Грищенко
- с 1928 по 1930 — Э. А. Штейнберг
- с 1914 по 1928 — А. С. Чиненов
- с 1909 по 1914 — Я. М. Павлов
- с 1902 по 1909 — И. С. Богатырев
- с 1896 по 1902 — А. С. Чиненов

## Здания, занимаемые РХУ
- с 1928 по 197? — Ткачёвская улица, 111 (ныне Университетский пер., 113)
- с 197? по 1994 — ул. Советская, 32 (доходный дом А. Э. Туманова)
- с 1994 по наст. время — ул. Серафимовича, 15

## Известные студенты
- Бегма, Оксана Владимировна — художница.[8].
- Дурицкая, Наталья Ивановна (1960) — российская художница.
- Жданов, Александр Павлович (1938—2006) — российский художник.
- Кисляков, Александр Владленович (1954) — российский художник.
- Кульченко, Валерий Иванович (1943—2021) — советский и российский живописец и график. Заслуженный художник Российской Федерации.
- Коробов, Виталий Федорович — заслуженный художник Российской Федерации. Почетный член Российской Академии художеств, профессор кафедры ИЗО ПИ ЮФУ, член Союза художников России[9].
- Корольчук, Виктор Андреевич — народный художник Украины[10].
- Кошляков, Валерий Николаевич (1962) — российский художник.
- Лукьянов, Рафаэль Ливериевич — заслуженный художник Российской Федерации[11].
- Покидченко, Евгений Яковлевич — заслуженный работник культуры Российской Федерации[12].
- Стуканов, Леонид Александрович (1947—1998) — российский художник, педагог.
- Тер-Оганьян, Авдей Степанович (1961) — российский художник, основатель товарищества «Искусство или смерть», галереи в Трёхпрудном переулке, галереи «Вперед!».
- Фролов, Игорь Георгиевич — живописец[13].
- Чернов, Александр Витальевич (1962) — российский художник.
- Черных, Павел Александрович — живописец[14].
- Шабельников, Юрий Леонидович (1959) — российский художник.
- Шагинов, Алексей Иванович (1948—2022) — российский художник.

## Адрес
- 344082, Ростовская область, г. Ростов-на-Дону, ул. Серафимовича, 15.